# László Foltán
László Foltán (Budapest, 25 maggio 1953) è un ex canoista ungherese.
Alle Olimpiadi di Mosca 1980 ha vinto la medaglia d'oro nel C2 500 m, in coppia con István Vaskuti.

## Palmarès
- Olimpiadi
  - Mosca 1980: oro nel C2 500 m.

- Mondiali
  - 1977: oro nel C2 500 m.
  - 1978: oro nel C2 500 m.
  - 1981: oro nel C2 500 m.
  - 1982: bronzo nel C2 500 m.